# Žirovnica (gmina Žirovnica)
Žirovnica – wieś w Słowenii, w gminie Žirovnica. 1 stycznia 2017 liczyła 600 mieszkańców.